# سترونجر (فلم)
سترونجر (بالإنجليزية:Stronger) فيلم سيرة درامي أمريكي صدر في 22 سبتمبر 2017 وهو من إخراج ديفيد غوردون غرين وكتابة جون بولونو وبطولة جيك جيلنهال وتاتيانا ماسلاني والفيلم يتحدث عن الكاتب الأمريكي جيف بومان الذي فقد ساقيه بسبب تفجيرا ماراثون بوسطن 2013.

## قصة الفيلم
الفيلم مقتبس من حادثة حقيقة حدثت للكاتب الأمريكي جيف بومان عندما كان يشاهد ماراثون بوسطن عام 2013 وبعدها حدث انفجار عنيف أثناء السباق مما يتسبب في فقده لساقيه وبعدها تبدا رحله معاناته مع الإصابة وكيف تغلب على هذا الامر في نهاية المطاف.

## بطولة
- جيك جيلنهال بدور جيف بومان.
- تاتيانا ماسلاني بدور ايرين صديفة جيف.
- ميراندا ريتشاردسون بدور باتي بومان، والده جيف.
- ريتشارد لين الابن بدور سولي.
- كلانسي براون بدور والد جيف.
- فرانكي شاو بدور غيل هيرلي شقيقة ايرين.
- جيمي ليبلانك بدور لاري.
- باتي أونيل بدور العمة جين.

## روابط خارجية
- الموقع الرسمي
- سترونجر على موقع IMDb (الإنجليزية)
- سترونجر على موقع ميتاكريتيك (الإنجليزية)
- سترونجر على موقع روتن توميتوز (الإنجليزية)
- سترونجر على موقع ألو سيني (الفرنسية)
- سترونجر على موقع Turner Classic Movies (الإنجليزية)
- سترونجر على موقع أول موفي (الإنجليزية)
- سترونجر على موقع فيلمافينيتي (الإسبانية)
- سترونجر على موقع قاعدة بيانات الفيلم (الإنجليزية)
- سترونجر على موقع ليتربوكسد (الإنجليزية)
- سترونجر على موقع كينوبويسك (الروسية)